# ستيفن جيمس
ستيفن جيمس (بالإنجليزية: Steven James)‏ (1964)؛ كاتب وروائي أمريكي.